# Sundtjärnen (Los socken, Hälsingland)
Sundtjärnen är en sjö i Ljusdals kommun i Hälsingland och ingår i Ljusnans huvudavrinningsområde.